# Jermyn Street Theatre
El Jermyn Street Theatre es un teatro situado en Jermyn Street, en el West End de Londres (Reino Unido).

## Historia
El Jermyn Street Theatre fue inaugurado en agosto de 1994. El lugar en el que se encuentra eran antiguamente los vestuarios de los trabajadores de un restaurante de Spaghetti House y originalmente la bodega de la Kent & Sussex Tavern, hasta 1838. Este espacio fue transformado en un teatro estudio de setenta asientos bajo el liderazgo de Howard Jameson y Penny Horner. Ambos siguen siendo en la actualidad el presidente de la Junta y la directora ejecutiva, respectivamente. En 1995, Neil Marcus se convirtió en el primer director artístico del teatro, que en 1997 recibió una subvención de la National Lottery. Durante esta época, el productor Chris Grady contribuyó al desarrollo del Jermyn Street Theatre. La princesa Miguel de Kent se convirtió en mecenas del teatro en 1995 y David Babani, que posteriormente fundaría la fábrica de chocolates Menier, asumió el cargo de director artístico desde 1998 hasta 2001.
El Jermyn Street Theatre se ha convertido en un referente del teatro alternativo de Londres. Recibió mucha atención tras las exitosas producciones de Descalzos por el parque, dirigida por Sally Hughes y protagonizada por Alan Cox y Rachel Pickup, y Helping Harry, dirigida por Nickolas Grace y protagonizada por Adrian Lukis y Simon Dutton. A finales de la década del 2000, bajo la dirección artística de Gene David Kirk, el teatro amplió su repertorio con adaptaciones de obras poco conocidas como el estreno en el Reino Unido de La noche de San Juan de Henrik Ibsen; Little Eyolf, también de Henrik Ibsen, protagonizada por Imogen Stubbs y Doreen Mantle; y el clásico de la posguerra The River Line de Charles Morgan. En 2012 se estrenó en el Jermyn Street Theatre All That Fall de Samuel Beckett, dirigida por Trevor Nunn y protagonizada por Eileen Atkins y Michael Gambon. Posteriormente, se trasladó al Arts Theatre y más tarde al 59E59 Theatre de Nueva York. En 2011, el Jermyn Street Theatre recibió una nominación al Peter Brook Empty Space Award. Un año después, ganó el premio The Stage 100 Best Fringe Theatre.
Tras el éxito del teatro bajo la dirección artística de Gene David Kirk, Anthony Biggs asumió el cargo de director artístico en 2013, centrándose en dramaturgos internacionales y nuevas obras. Durante la época de Biggs, el Jermyn Street Theatre produjo una temporada de repertorio de teatro sudafricano y nuevas obras de Jonathan Lewis (A Level Playing Field), de Sarah Daniels (Soldiers' Wives), y del dramaturgo estadounidense Rae Spiegel (Dry Land). Biggs también adaptó The First Man del dramaturgo estadounidense Eugene O'Neill, el drama de la Primera Guerra Mundial Flowers of the Forest de John Van Druten, y First Episode, la primera obra de Terence Rattigan, dirigida por Tom Littler.
En 2017, Tom Littler se convirtió en el director artístico y productor ejecutivo del teatro. Su primera producción fue el estreno mundial de The Blinding Light de Howard Brenton. Esta fue la sexta producción dirigida por Littler en el Jermyn Street Theatre; entre sus trabajos previos se encuentran las elogiadas adaptaciones de Anyone Can Whistle y Saturday Night de Stephen Sondheim, que posteriormente se trasladaron al Arts Theatre. Desde el nombramiento de Tom Littler como director artístico, el Jermyn Street Theatre ha sido relanzado como un teatro de producción a gran escala, con entre ocho y diez producciones por temporada anual. La producción creativa del teatro se centra en representar nuevas obras, adaptaciones de obras poco conocidas, adaptaciones innovadoras de clásicos europeos y musicales destacados, junto con eventos literarios únicos. El Jermyn Street Theatre se ha comprometido a asegurar que al menos el 50 % de todos los creativos, tanto en el escenario como fuera de él, sean mujeres.
En 2018, Littler dirigió la primera adaptación completa de Tonight at 8.30 de Noël Coward en el West End, con un elenco de nueve actores que interpretaban setenta y tres papeles. Durante su mandato, el Jermyn Street Theatre realizó numerosas coproducciones con teatros regionales como el York Theatre Royal, el Watermill Theatre, el Theatre by the Lake, el Theatre Royal Bath, el Creation Theatre, el Stephen Joseph Theatre y la Guildford Shakespeare Company.
En 2020, durante su cierre por el confinamiento por la pandemia de COVID-19, el teatro respondió con su temporada de obras digitales Brave New World, que incluyó el ciclo completo de sonetos de Shakespeare, interpretado por una mezcla de estudiantes de teatro recién graduados y celebridades como Helena Bonham Carter y Olivia Colman, y las aclamadas 15 Heroines, con DigitalTheatre+ emitiendo adaptaciones de Ovidio de escritores como Juliet Gilkes Romero y Timberlake Wertenbaker. En 2021 le concedieron el Stage Award for Fringe Theatre of the Year, convirtiéndose en el primer teatro en ganar el premio dos veces. Su contribución al trabajo digital y el apoyo a los trabajadores autónomos del teatro durante el confinamiento fue reconocido en los 2022 Critics Circle Awards, donde ganó un premio por su «producción teatral excepcional durante el confinamiento» junto con Nica Burns, el National Theatre, el Old Vic y la Original Theatre Company. En su último año como director artístico, Littler ganó el OffWestEnd Award al mejor director artístico en 2022.
En otoño de 2022, Stella Powell-Jones y David Doyle sucedieron a Tom Littler como director artístico y productor ejecutivo, respectivamente, pasando a trabajar junto con el director ejecutivo Penny Horner para formar un equipo directivo de tres.

## Premios y nominaciones
- Ganador The Critics Circle Award por «producción teatral excepcional durante el confinamiento» (2022).[30]
- Ganador The Stage Awards Fringe Theatre of the Year (2021).[28]
- Finalista Broadway World Awards Best Performance Ensemble por Pictures of Dorian Gray (2019).[31]
- Ganador The Stage Awards Fringe Theatre of the Year (2012).[32]

### Premios de teatro Off West End[33]
| Año  | Nominado | Galardón                                                    | Resultado |
| ---- | --- | ----------------------------------------------------------- | --------- |
| 2023 | Kelly Burke, Natasha Byrne, Mark Huckett y Alyssa Simon / The Marriage of Alice B. Toklas by Gertrude Stein (2022)                      | Conjunto de actuación                                       | Nominado  |
| 2023 | Machiko Weston / The Marriage of Alice B. Toklas by Gertrude Stein (2022)                                                               | Escenografía                                                | Nominado  |
| 2023 | Matthew Parker / Thrill Me: The Leopold & Loeb Story (2022)                                                                             | Director (musical)                                          | Finalista |
| 2023 | Bart Lambert, Jack Reitman y Benjamin McQuigg / Thrill Me: The Leopold & Loeb Story (2022)                                              | Conjunto de actuación                                       | Nominado  |
| 2023 | Thrill Me: The Leopold & Loeb Story (2022)                                                                                              | Producción                                                  | Nominado  |
| 2023 | Rachael Ryan / Thrill Me: The Leopold & Loeb Story (2022)                                                                               | Escenografía                                                | Nominado  |
| 2023 | Chris McDonnell / Thrill Me: The Leopold & Loeb Story (2022)                                                                            | Diseño de iluminación                                       | Nominado  |
| 2023 | Simon Arrowsmith / Thrill Me: The Leopold & Loeb Story (2022)                                                                           | Diseño de sonido                                            | Nominado  |
| 2022 | Tom Littler | Director artístico (premio especial)                        | Ganador   |
| 2022 | Justin Teasdale, Thom Townsend y Jamie Kubisch Wiles / Lone Flyer (2021)                                                                | Diseño de sonido                                            | Nominado  |
| 2022 | Hannah Edwards / Lone Flyer (2021) | Actuación principal en obra de teatro                       | Nominado  |
| 2022 | Benedict Salter / Lone Flyer (2021) | Actuación de reparto en obra de teatro                      | Finalista |
| 2022 | Lucy Betts / Lone Flyer (2021) | Director                                                    | Ganador   |
| 2022 | Footfalls & Rockaby (2021) | Producción                                                  | Nominado  |
| 2022 | Lone Flyer (2021) | Producción                                                  | Nominado  |
| 2022 | This Beautiful Future (2021) | Producción                                                  | Finalista |
| 2021 | Michael Pennington / The Tempest (2020)                                                                                                 | Actuación principal en obra de teatro                       | Nominado  |
| 2020 | Stanton Wright, Helen Reuben, Augustina Seymour y Richard Keightley / Pictures of Dorian Gray (2019)                                    | Conjunto de actuación                                       | Nominado  |
| 2020 | Gavin Fowler, Hannah Morrish, Miranda Foster, Robert Mountford, Stefan Bednarczyk y Ceri-Lyn Cissone / All's Well That Ends Well (2019) | Conjunto de actuación                                       | Nominado  |
| 2020 | Sally Scott / Agnes Colander (2019) | Actuación femenina en un papel de reparto en obra de teatro | Nominado  |
| 2020 | Naomi Frederick / Agnes Colander (2019)                                                                                                 | Actuación femenina en obra de teatro                        | Nominado  |
| 2020 | Emma Barclay / One Million Tiny Plays About Britain (2019)                                                                              | Actuación femenina en obra de teatro                        | Nominado  |
| 2020 | Malcolm Rennie / Shakleton's Carpenter (2019)                                                                                           | Actuación masculina en obra de teatro                       | Nominado  |
| 2020 | Tom Littler / All's Well That Ends Well (2019)                                                                                          | Director                                                    | Finalista |
| 2020 | Trevor Nunn / Agnes Colander (2019) | Director                                                    | Nominado  |
| 2020 | Tom Littler / Creditors (2019) | Director                                                    | Nominado  |
| 2020 | Laura Keefe / One Million Tiny Plays About Britain (2019)                                                                               | Director                                                    | Nominado  |
| 2020 | All's Well That Ends Well (2019) | Producción                                                  | Nominado  |
| 2020 | Robert Jones / Agnes Colander (2019) | Vestuario                                                   | Nominado  |
| 2020 | Emily Stuart / Pictures of Dorian Gray (2019)                                                                                           | Vestuario                                                   | Nominado  |
| 2020 | Paul Pyant / Agnes Colander (2019) | Diseño de iluminación                                       | Nominado  |
| 2020 | Robert Jones / Agnes Colander (2019) | Escenografía                                                | Nominado  |
| 2020 | William Reynolds / Pictures of Dorian Gray (2019)                                                                                       | Escenografía                                                | Nominado  |
| 2020 | Neil Irish y Annet Black / All's Well That Ends Well (2019)                                                                             | Escenografía                                                | Nominado  |
| 2020 | Ceci Calf / One Million Tiny Plays About Britain (2019)                                                                                 | Escenografía                                                | Nominado  |
| 2020 | Matt Eaton / All's Well That Ends Well (2019)                                                                                           | Diseño de sonido                                            | Ganador   |
| 2020 | Matt Eaton / Pictures of Dorian Gray (2019)                                                                                             | Diseño de sonido                                            | Nominado  |
| 2019 | Sinéad Cusack / Stitchers (2018) | Actuación femenina en obra de teatro                        | Nominado  |
| 2019 | Miquel Brown / The Play About My Dad (2018)                                                                                             | Actuación femenina en obra de teatro                        | Nominado  |
| 2019 | Elizabeth Mansfield / Hymn To Love (2018)                                                                                               | Actuación femenina en obra de teatro                        | Nominado  |
| 2019 | Tonight at 8.30 (2018) | Conjunto                                                    | Nominado  |
| 2019 | Burke and Hare (2018) | Conjunto                                                    | Nominado  |
| 2019 | Tom Littler / Tonight at 8.30 (2018) | Director                                                    | Nominado  |
| 2019 | Abigail Pickard Price / Burke and Hare (2018)                                                                                           | Director                                                    | Nominado  |
| 2019 | Tonight at 8.30 (2018) | Producción                                                  | Nominado  |
| 2019 | Max Pappenheim / Stitchers (2018) | Diseño de sonido                                            | Nominado  |
| 2019 | Louie Whitemore / Tonight at 8.30 (2018)                                                                                                | Escenografía                                                | Nominado  |
| 2019 | Liz Cooke / Stitchers (2018) | Escenografía                                                | Nominado  |
| 2019 | Daisy Blower / Billy Bishop Goes to War (2018)                                                                                          | Escenografía                                                | Nominado  |
| 2018 | Stephen Unwin / All Our Children (2017)                                                                                                 | Nuevo dramaturgo más prometedor                             | Finalista |
| 2016 | Neil Irish / First Episode (2015) | Escenografía                                                | Finalista |
| 2016 | Tim Sanders y Charles Miller / The Return of the Soldier (2015)                                                                         | Nuevo musical                                               | Finalista |
| 2014 | Eileen Atkins / All That Fall (2013) | Nuevo musical                                               | Ganador   |
| 2013 | Howard Hudson / Burlesque (2012) | Diseño de iluminación                                       | Ganador   |
| 2013 | Burlesque (2012) | Nuevo musical                                               | Ganador   |
| 2012 | Emily Stuart / Anyone Can Whistle (2011)                                                                                                | Vestuario                                                   | Ganador   |